# 来縄村
来縄村（くなわむら）は、大分県西国東郡にあった村。現在の豊後高田市の一部にあたる。

## 地理
栗山の北東麓、応利山の北西麓に位置していた。
- 河川：桂川、明野川[2]

## 歴史
- 1889年（明治22年）4月1日、町村制の施行により、西国東郡来縄村、界村が合併して村制施行し、来縄村が発足[1][2]。旧村名を継承した来縄、界の2大字を編成[2]。
- 1907年（明治40年）4月1日、西国東郡高田町、玉津町、美和村と合併し高田町が存続して廃止された[1][2]。

## 産業
- 農業[2]